# Qi (padrão)
Qi (pronunciado "CHEE", da palavra chinesa qi) é um padrão de interface aberto que regula a transferência de energia sem fio usando carregamento por indução em distâncias de até 4 cm, desenvolvido pelo Wireless Power Consortium. O sistema utiliza uma plataforma de carregamento e um dispositivo compatível, que é colocado em cima da plataforma, carregando através de acoplamento indutivo ressonante.
Os fabricantes de dispositivos móveis que trabalham com o padrão incluem Apple, Asus, Google, HTC, Huawei, LG Electronics, Motorola Mobility, Nokia, Samsung, BlackBerry, Xiaomi e Sony.
Lançado pela primeira vez em 2008, o padrão Qi havia sido incorporado em mais de 160 smartphones, tablets e outros dispositivos em 2019.

## Características e especificações
O WPC publicou a especificação de baixa potência Qi em agosto de 2009. A especificação Qi pode ser baixada livremente após o registro. Sob a especificação Qi, transferências indutivas de "baixa potência" fornecem potência abaixo de 5 W usando acoplamento indutivo entre duas bobinas planares. Essas bobinas têm tipicamente 5 mm de distância, mas podem ter até 40 mm e possivelmente mais. A especificação Qi de baixa potência foi renomeada para Qi Baseline Power Profile (BPP). 
A regulação da tensão de saída é fornecida por um loop de controle digital em que o receptor de energia se comunica com o transmissor de energia e solicita mais ou menos energia. A comunicação é unidirecional do receptor de energia para o transmissor de energia via modulação de retroespalhamento. Na modulação de retroespalhamento, a bobina do receptor de energia é carregada, alterando o consumo de corrente no transmissor de energia. Essas mudanças atuais são monitoradas e desmoduladas nas informações necessárias para os dois dispositivos trabalharem juntos.

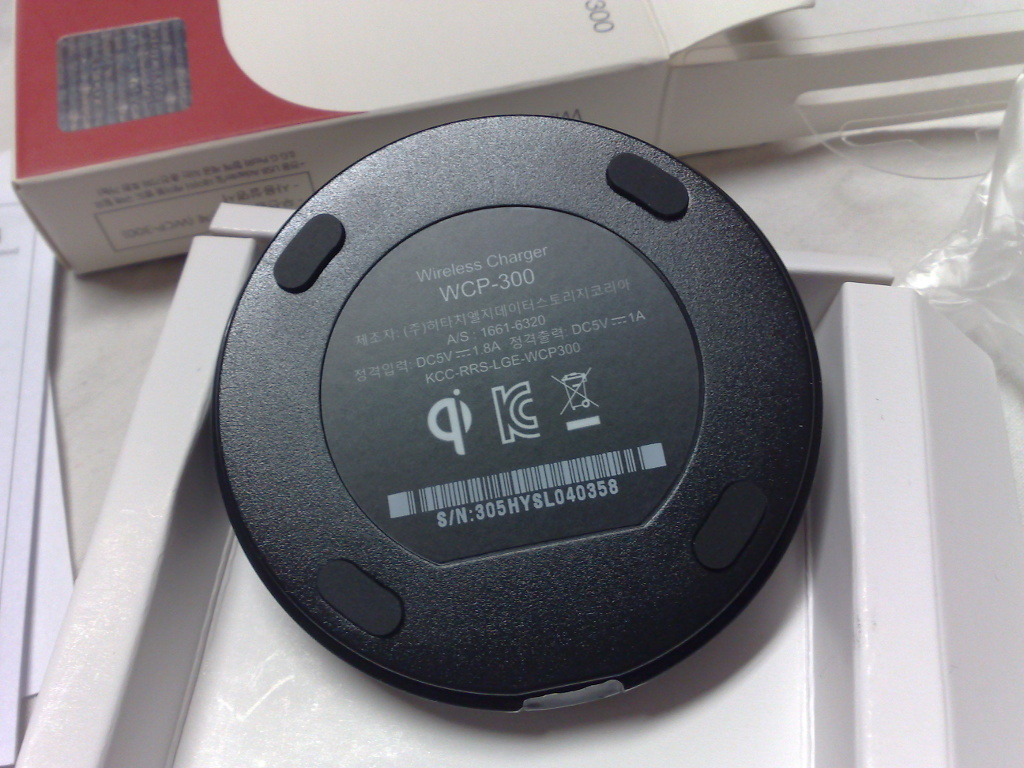
O lado inferior de uma base de carregamento LG WCP-300 Qi

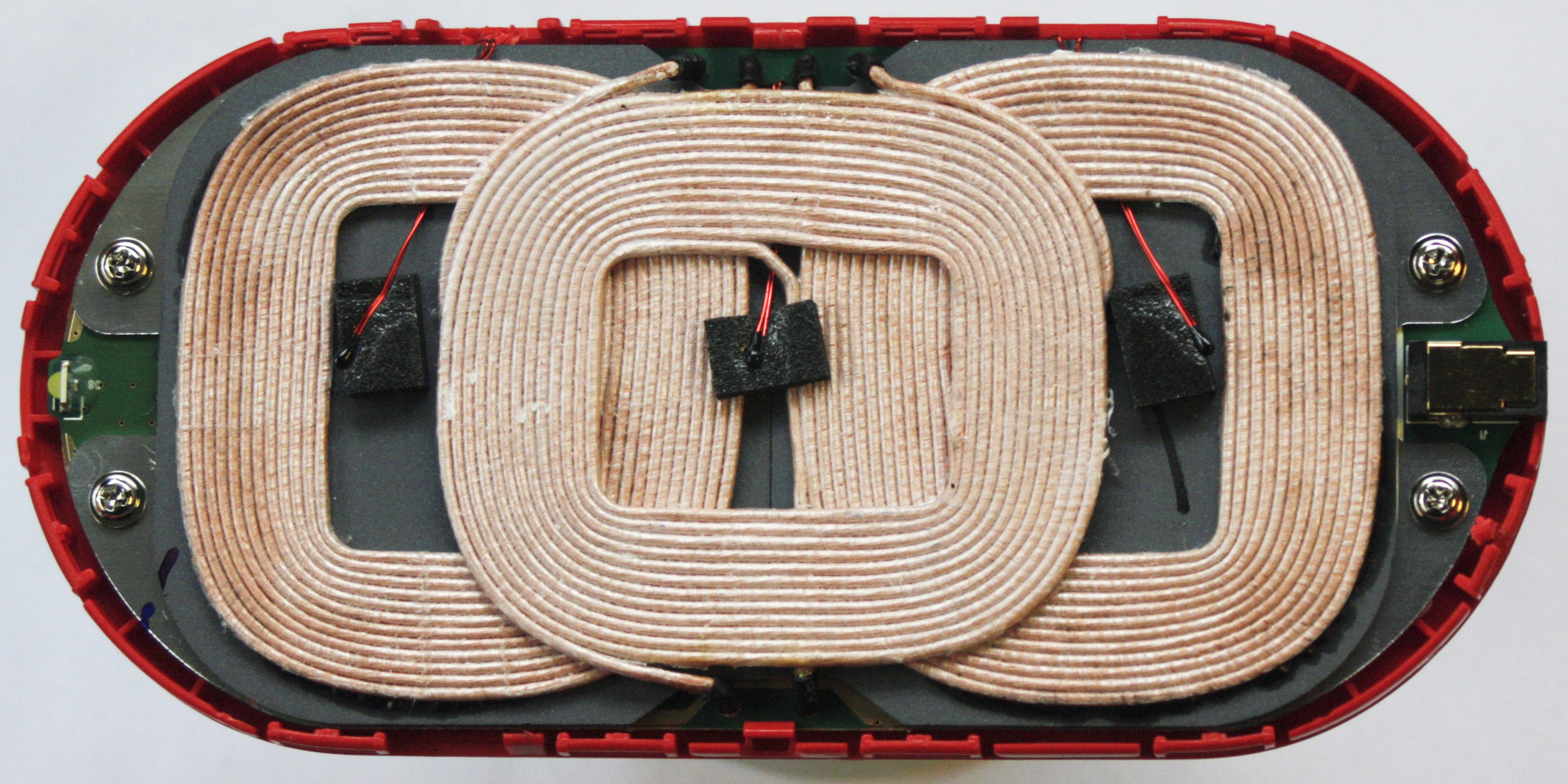
Carregador Qi Nokia DT-900 aberto

Em 2011, o Wireless Power Consortium começou a estender a especificação Qi à potência média. A partir de 2019, o padrão Medium Power fornece de 30 a 65 W, e espera-se que ele suporte até 200 W (normalmente usado para ferramentas elétricas portáteis, aspiradores de pó robóticos, drones e e-bikes).
Em 2015, o WPC também demonstrou uma especificação de alta potência que fornecerá até 1 kW, permitindo a alimentação de utensílios de cozinha, entre outras utilidades de alta potência.

#### Extended Power Profile (EPP)
Em 2015, o WPC introduziu a especificação Qi Extended Power Profile (EPP), que suporta até 15 W. O EPP também é normalmente usado para carregar dispositivos móveis como o BPP. 
As empresas fabricantes de celulares compatíveis com o Power Profile (EPP) incluem: LG Electronics, Sony, Xiaomi e Sharp Corporation.   

#### Proprietary Power Delivery Extension (PDDE)
O WPC introduziu o Proprietary Power Delivery Extension (PDDE) para permitir que os OEMs de telefones ofereçam mais do que os 5 W do Baseline Power Profile ou os 15W do Extended Power Profile. Atualmente, apenas a Samsung publicou seu teste de conformidade. Outras empresas de telefones que usam padrões proprietários para carregamento sem fio rápido incluem Apple, Huawei e Google.

## Adoção
A Nokia adotou o Qi pela primeira vez no Lumia 920 e a Samsung Mobile no Galaxy S3 (suportado por um acessório oficial retrofittable da Samsung na capa traseira) em 2012, e o Google/LG Nexus 4 os seguiu no final daquele ano. A Toyota começou a oferecer uma plataforma de carregamento Qi como opção de fábrica no Avalon Limited 2013, com a Ssangyong sendo o segundo fabricante de automóveis a oferecer uma opção Qi, também em 2013.
Em 2015, uma pesquisa constatou que 76% das pessoas pesquisadas nos Estados Unidos, Reino Unido e China estavam cientes da existência do carregamento sem fio (um aumento de 36% do ano anterior) e 20% o estavam usando - no entanto, apenas 16% dos aqueles que o usavam o utilizavam diariamente. A varejista de móveis IKEA introduziu lâmpadas e mesas com carregadores sem fio integrados à venda em 2015 e o Lexus NX ganhou uma plataforma de carregamento Qi opcional no console central. Estima-se que 120 milhões de telefones com carregamento sem fio foram vendidos naquele ano, principalmente o Samsung Galaxy S6, que suportava o Qi e os padrões concorrentes da Power Matters Alliance.  No entanto, a existência de vários padrões concorrentes de carregamento sem fio ainda era vista como uma barreira à adoção. 
No início de 2017, o Qi havia descolocado outros padrões com o qual compeitia, sem produtos novos com Rezence. Em 12 de setembro de 2017, a Apple Inc.  anunciou que seus novos smartphones, o iPhone 8, iPhone 8 Plus, e o iPhone X, iriam suportar o padrão Qi. Desde então, cada nova versão do iPhone tem suportado o carregamento sem fios Qi padrão. A Apple também anunciou planos para expandir o padrão com um novo protocolo chamado AirPower, que teria adicionado a capacidade de carregar vários dispositivos de uma só vez; no entanto, este foi cancelado em 29 de março de 2019.
À medida que o padrão Qi ganha popularidade, espera-se que os Hotspots Qi comecem a surgir em locais como cafeterias, aeroportos, arenas esportivas etc. The Coffee Bean and Tea Leaf, uma importante rede de café dos EUA, instalará estações de carregamento por indução nas principais cidades metropolitanas selecionadas, bem como a Virgin Atlantic Airways, o aeroporto de Londres Heathrow no Reino Unido  e John F. Kennedy na cidade de Nova York. Os fabricantes de automóveis adicionam o carregamento de QI como recursos padrão ou opcionais desde 2013. 